# Andreï Maksimov
Andreï Iourievitch Maksimov (en russe : Андрей Юрьевич Максимов) est un joueur russe de volley-ball né le 4 juillet 1985 à Zelenogorsk (kraï de Krasnoïarsk, alors en URSS). Il mesure 2,08 m et joue attaquant.

## Clubs
| Club                    | De        | À         |
| ----------------------- | --------- | --------- |
| Samotlor Nijnievartovsk | 2003-2004 | 2008-2009 |
| Gazprom-Iourga Sourgout | 2009-2010 | 2009-2010 |
| Oural Oufa              | 2010-2011 | ...       |

## Palmarès
- Championnat du monde des moins de 21 ans (1)
  - Vainqueur : 2005
- Challenge Cup
  - Finaliste : 2013
- Championnat de Russie
  - Finaliste : 2013